# Grums landskommun
Grums landskommun var en tidigare kommun i Värmlands län.

## Administrativ historik
Kommunen inrättades i Grums socken i Grums härad i Värmland när 1862 års kommunalförordningar trädde i kraft den 1 januari 1863.
26 maj 1939 inrättades i kommunen Grums municipalsamhälle.
1948 ombildades kommunen och dess municipalsamhälle till Grums köping som 1971 ombildades till Grums kommun.

## Politik

### Mandatfördelning i Grums landskommun 1938-1946
| 2 | 13 | 10 |

| 23 |

| 2 | 15 | 4 | 4 |

| 23 |

| 3 | 14 | 3 | 5 |

| 23 |